# Империя (регбийный клуб)
Регбийный клуб «Империя» — команда по регби из Пензы. Основан в 2008 году в результате объединения регби клуба «Пенза» и регбилиг-клуба «Империя». Выступала в чемпионате России по регби.

## История
В 2002 году капитан РК «Пенза» Сергей Кащеев с несколькими игроками покидают клуб и создают команду «Империя», которая участвует в Высшей лиге чемпионата России. В 2006 году «Империя» переходит в регбилиг и начинает выступать в чемпионате России по регбилиг.
В 2007 году было объявлено о слиянии РК «Пенза» и клуба «Империя». Также в этот год появилась идея о создании динамовской команды в Пензе.
В 2008 году объединённая команда «Империя-Динамо» под руководством Сергея Кащеева начала выступать в чемпионате России по регби и по итогам первенства заняла 6-е место.
В 2009 году команда вновь стала называться «Империя» и под этим названием заявилась в Суперлигу чемпионата России.
Сезон ПРЛ 2013 года в высшей лиге команда пропустила по финансовым причинам. Бюджет клуба позволит выступить только во втором дивизионе.
Позже выступал в Чемпионате России по регби с 2014 по 2018. 
В 2018 году клуб прекратил свое существование, осталась только детская спортивная школа регби.

## Известные игроки
- Илья Дёмушкин
- Кирилл Копешкин
- Карло Маглакелидзе
- Андрей Поливалов
- Сергей Секисов
- Ринат Тимербулатов
- Александр Шакиров
- Артём Фатахов
- Рушан Ягудин
- Сергей Янюшкин